# 강동아트센터
강동아트센터는 구민의 문화향수를 확대하며 살기 좋은 문화도시 강동을 만들기 위한 목적으로 만들어진 지역자치단체 종합공연장이다. 2011년 9월 1일 개관하여 공공극장의 역할을 강화하기 위해 합리적인 운영으로 내실이 깊은 공연장으로 자리매김하였다.
푸른 잔디와 제주석이 곱게 깔린 광장을 중심으로 지하 1층 및 지상 두 개 층에 대극장, 소극장, 아트갤러리, 복합문화공간, 다목적 스튜디오, 카페 등 주요 시설이 자리하고 있다. 공연장 1, 2층 출입구와 공원의 산책로 동선이 바로 이어지며 서울 도심에서는 찾아보기 힘든 빼어난 경관과 시설을 자랑한다. 서울특별시 강동구 동남로 870에 있다.

## 연혁
- 2004년 11월 강동아트센터 건립 안 수립
- 2008년 3월 강동아트센터 공사 착공
- 2010년 11월 강동아트센터 준공
- 2011년 9월 강동아트센터 개관 (초대 이창기 관장 취임)
- 2015년 6월 2대 노재천 관장 취임

## 조직
- 정책기획팀
- 경영지원팀
- 공연전시팀
- 문화사업팀

## 시설
- 지하1층: 소극장, 아트갤러리#2, 매표소, 주차장, 스튜디오#2/#3, 출연자 출입구
- 지상층: 소극장, 아트갤러리#1, 매표소, 스튜디오#1
- 1층: 대극장 1층, 매표소, 카페테리아
- 2층: 대극장 2층, 유아놀이방, 사무실, 파라솔휴게실